# Campylopus tallulensis
Campylopus tallulensis är en bladmossart som beskrevs av Sullivant och Lesquereux 1856 [1857. Campylopus tallulensis ingår i släktet nervmossor, och familjen Dicranaceae. Inga underarter finns listade i Catalogue of Life.